# Карина Кросс
Карина Лазарьянц (нар. 25 жовтня 1992, Москва), більш відома під псевдонімом Карина Крос або KARA KROSS, — російський відеоблогер, співачка, актриса.

## Біографія
Народилася 25 жовтня 1992 року в Москві. Батьки Вадим і Олена Хусаєнови[уточнити]. Батько юрист і підприємець, мама тренер з кінного спорту.
Інтереси у дівчинки були різнопланові. Вона ходила в театральний гурток, займалася кінним спортом; отримала 2 дорослий розряд з боксу, але останній довелося в 15 років кинути внаслідок травми.
Ще в підлітковому віці почала пробувати себе в якості моделі — дефілювала на подіумі, знімалася для реклами. Підробляла при цьому і розклеюванням листівок.
Після закінчення 11-ти класів школи вступала в щукінське училище, але вдалося потрапити тільки на платне відділення, тому довелося піти на акторський факультет московської філії ЯГТІ (Ярославського державного театрального інституту).
У студентські роки продовжила працювати моделлю, а також постійно записувалася на всілякі телекастинги. Наприклад, у травні 2012 року її можна було побачити на телеканалі «Росія 1» в ток-шоу «Профілактика», де вона проходила кастинг на роль співведучої, у 2015 році — на «Першому каналі» в якості нареченої на передачі «Давай одружимося!».
Акторську кар'єру почала з епізодів в телесеріалах «Інтерни», «Універ» (ТНТ), в титрах її ім'я не фігурувало.
У 2016 році під псевдонімом Карина Крос почала вести блог в «Инстаграмі», де спеціалізувалася на вайнах (коротких відеоскетчах). Саме «Instagram» і принесе їй славу.
У 2017 році (вже під ім'ям Карина Крос) брала участь у кулінарному шоу «Звана вечеря» на РЕН-ТВ.
30 травня 2018 року відкрила канал на «Ютюбі».
У січні 2019 року потрапила в новини, коли з репером Давою (повне ім'я: Давид Манукян) перекрила Новий Арбат заради зйомок кліпу на записану ними разом пісню «BOOOM)». Увагу до себе вони залучили, однак отримали 10 діб адміністративного арешту за «організацію масового одночасного перебування і (або) пересування громадян у громадських місцях, які спричинили порушення громадського порядку» (стаття 20.2.2 Кпап).
У 2020 році Карина запустила на «Ютюбі» власний молодіжний комедійний вебсеріал під назвою «Бездате життя».
У лютому 2022 року стала учасницею другого сезону шоу «зірки в Африці» на телеканалі «ТНТ».
У березні 2022 року увійшла до складу журі програми "Талант Шоу" на телеканалі " П'ятниця!».
У вересні 2022 року стала учасницею третього сезону шоу «зірки в Африці. Битва сезонів " на телеканалі ТНТ, в якому стала однією з фіналістів і в підсумку посіла 2-е місце.
У жовтні 2022 року стала учасницею шоу "Маска. Танці " і 11 грудня через травму ноги вибула з півфіналу шоу, де виступала в масці Жаби.
У листопаді 2022 року стала учасницею шоу «спадкоємці та самозванці» на телеканалі ТВ3, але у другому випуску покинула проект за станом здоров'я.

## Особисте життя
Зустрічалася з Давою. Потім почала зустрічатися з блогером Женею Єршовим, з яким пізніше одружилася.

## Рейтинги
- Найпопулярніші тіктокери Росії — 6 місце[11]